# Пяски (Любуське воєводство)
Пя́ски (пол. Piaski) — село в Польщі, у гміні Свідниця Зеленогурського повіту Любуського воєводства.
Населення — 204 особи (2011).
У 1975—1998 роках село належало до Зеленогурського воєводства.

## Демографія
Демографічна структура станом на 31 березня 2011 року:
|          | Загалом | Допрацездатний вік | Працездатний вік | Постпрацездатний вік |
| -------- | ------- | ------------------ | ---------------- | -------------------- |
| Чоловіки | 112     | 25                 | 78               | 9                    |
| Жінки    | 92      | 15                 | 58               | 19                   |
| Разом    | 204     | 40                 | 136              | 28                   |